# Cayaponia alarici
Cayaponia alarici là một loài thực vật có hoa trong họ Cucurbitaceae. Loài này được M.L.Porto mô tả khoa học đầu tiên năm 1974.